# 18 Scorpii
18 Scorpii (18 Sco / HD 146233 / HR 6060 / GJ 616) es una estrella enana amarilla en la constelación de Scorpius. Está situada en el extremo norte de la misma cerca del límite con Ofiuco, al noroeste de la estrella Zeta Ophiuchi. Tiene magnitud aparente +5,50 y se encuentra a 45,7 años luz del sistema solar.

## Características físicas

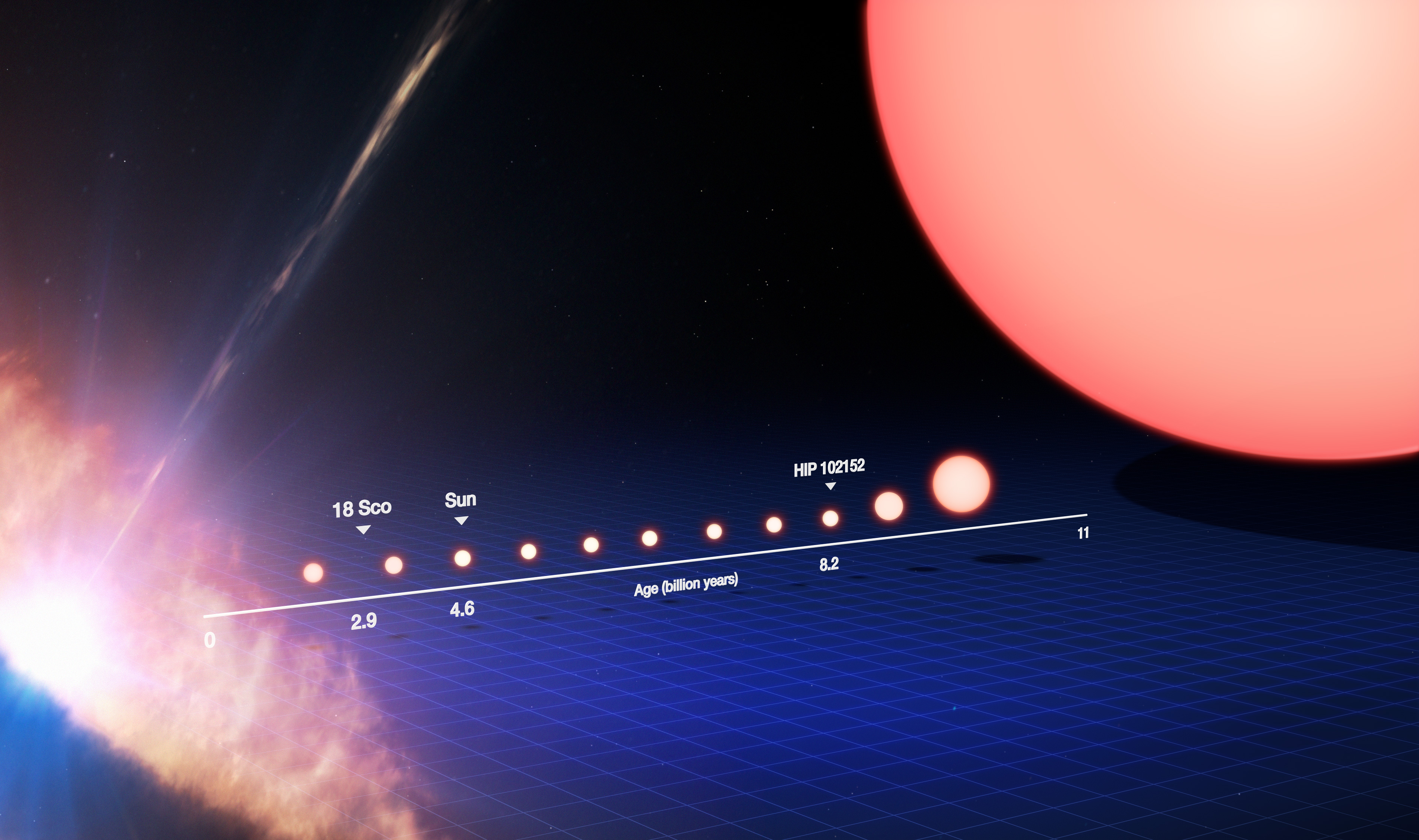
Ciclo de vida de una estrella similar al Sol.

Las características físicas de 18 Scorpii son muy similares al Sol, por lo que algunos astrónomos consideran que es el gemelo solar más cercano. De tipo espectral G2 V y estrella solitaria, su masa es 1,012 veces la masa solar, su radio 1,02 - 1,03 veces el radio solar y su luminosidad 1,05 veces la del Sol. Su metalicidad parece algo mayor que la solar, en torno a un 5 - 12% mayor. La edad de 18 Scorpii se estima en unos 4200 millones de años, apenas 350 millones de años más joven que el Sol.
Otros parámetros como velocidad de rotación o ciclo de actividad magnética también son parecidos en ambas estrellas. Así, 18 Scorpii completa una vuelta en 23 días, en comparación a los 25,7 que emplea el Sol. No obstante, el ciclo de actividad magnética en 18 Scorpii puede ser de más amplitud que en el Sol por lo que su actividad cromosférica global podría ser significativamente mayor.

### Comparación entre 18 Scorpii y el Sol
| Estrella   | Tipo espectral | Radio (Rsol) | Masa (Msol) | Luminosidad (Sol = 1) | Temperatura (K) | Metalicidad (Sol = 1) | Edad (1) | Rotación (días) | Ciclo de actividad magnética (años) |
| ---------- | -------------- | ------------ | ----------- | --------------------- | --------------- | --------------------- | -------- | --------------- | ----------------------------------- |
| 18 Scorpii | G2V            | 1,02         | 1,012       | 1,05                  | 5789            | ~ 1,08                | 4200     | 23              | 9 - 13                              |
| Sol        | G2V            | 1            | 1           | 1                     | 5777            | 1                     | 4577     | 25,7            | 11                                  |

(1) = Millones de años
Las especiales características de 18 Scorpii hacen de esta estrella un objetivo prioritario en la búsqueda de planetas terrestres que puedan albergar vida.